# Avanashi
Avanashi é uma panchayat (vila) no distrito de Coimbatore, no estado indiano de Tamil Nadu.

## Geografia
Avanashi está localizada a 11° 12′ N, 77° 17′ L. Tem uma altitude média de 314 metros (1030 pés).

## Demografia
Segundo o censo de 2001,  Avanashi  tinha uma população de 22,274 habitantes. Os indivíduos do sexo masculino constituem 51% da população e os do sexo feminino 49%. Avanashi tem uma taxa de literacia de 72%, superior à média nacional de 59.5%; com 56% para o sexo masculino e 44% para o sexo feminino. 10% da população está abaixo dos 6 anos de idade.